# Ian Curtis
Pour les articles homonymes, voir Curtis.
Ian Curtis /ˈiːən ˈkɜːtəs/, né le 15 juillet 1956 à Stretford dans la banlieue de Manchester et mort le 18 mai 1980 à Macclesfield, est un musicien britannique. Il est le chanteur, parolier et occasionnellement instrumentiste du groupe de post-punk Joy Division de 1976 à 1980.
Souffrant d'épilepsie et de dépression, il se suicide la veille de ce qui aurait dû être la première tournée de Joy Division en Amérique du Nord, provoquant la dissolution du groupe et la création de New Order. Sa voix de baryton, ses paroles poétiques sombres, ses prestations scéniques et sa vie tragique contribuent au succès et au mythe de Joy Division.

## Biographie

### De l'enfance à l'âge adulte
Né au Memorial Hospital, il grandit dans la banlieue ouvrière de Hurdsfield, à la périphérie de Macclesfield. Il est enfant de chœur à l'église du Christ de Macclesfield. Durant son adolescence, il vole des albums de rock car il n'a pas les moyens de les acheter. Il essaie également différentes substances et médicaments, ce qui le conduit une fois à un lavage gastrique. Poli et réservé, il a des crises de rage et de violence physique.
Entré à 11 ans, à la King's School, il est un élève studieux, reçoit un prix en Histoire en 1971 et deux prix en Science des religions en 1971 et 1972, mais quitte l'école à 17 ans pour travailler chez un disquaire de Manchester, Rare Records. Il travaille ensuite dans la fonction publique à Manchester puis à Macclesfield, aux Bureaux d'aides aux chômeurs.
Un ami lui présente Deborah Woodruff en 1972, que Ian emmène à un concert de David Bowie. Le 17 avril 1974, il se fiance avec elle et l'épouse le 23 août 1975 à Henbury. Deborah Curtis est alors âgée de 18 ans. Le couple vit d'abord chez les grands-parents de Ian puis s'installe à Chadderton. Ian commence à écouter du reggae. Le couple déménage ensuite à Macclesfield au 77 Barton Street.

### 1976-1978: les débuts de Joy Division

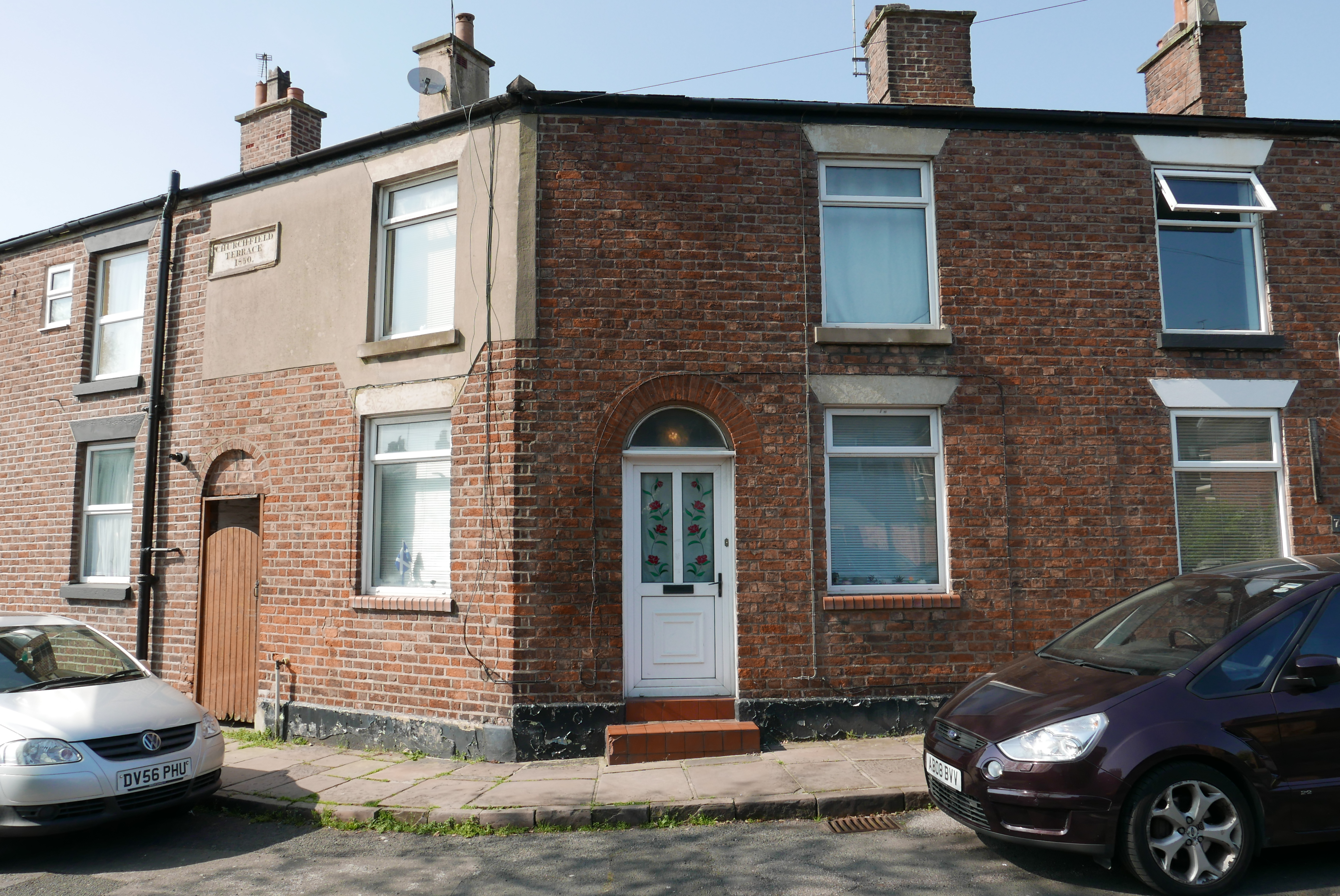
Barton Street 77 Macclesfield, maison du couple Curtis.

En août 1976, le couple Curtis se rend au premier festival punk européen de Mont-de-Marsan, organisé par Marc Zermati. Fin 1976, après avoir tenté de créer son propre groupe, Ian rejoint le groupe punk les Stiff Kittens (les chatons raides), créé par Bernard Sumner (guitare), Peter Hook (basse) et Terry Mason (batterie). La création du groupe et la rencontre sont provoquées par le choc que représentent les concerts des Sex Pistols auxquels ils ont tous assisté à Manchester, en juin, juillet et décembre. Ian Curtis s'y était fait remarquer en portant une veste avec écrit au dos « Hate » (haine) en orange fluo.
Les Stiff Kittens se rebaptisent Warsaw, en référence au morceau Warszawa de l'album Low de David Bowie, sorti en janvier 1977. Ils donnent leur premier concert le 29 mai 1977, à l'Electric Circus, en première partie des Buzzcocks et de Penetration. Stephen Morris rejoint Warsaw à la batterie et joue en concert pour la première fois le 27 août 1977,. Le groupe enregistre son premier disque, l'EP An Ideal for Living, le 14 décembre 1977 aux Pennine Sound Studios à Oldham.
Warsaw se rebaptise Joy Division, nom proposé par Ian Curtis, pour éviter toute confusion avec le groupe Warsaw Pakt. Ian Curtis et Bernard Sumner ont lu le roman The House of Dolls de Ka-tzetnik 135633 (numéro de déporté) qui se passe dans un camp de concentration nazi où les filles réservées à l'esclavage sexuel font partie de la Joy Division alors que les autres font partie de la Labor Division. Un paragraphe complet du livre est scandé dans la chanson No Love Lost (1977). Le premier concert qu'ils donnent sous leur nouveau nom a lieu le 25 janvier 1978, au Pips Discotheque à Manchester.
Leur producteur, Martin Hannett, leur manager Rob Gretton, depuis mai 1978, et Tony Wilson fondent la maison de disques Factory Records Ltd. Le 20 septembre 1978, Tony Wilson présente Joy Division dans l'émission télévisée Granada Reports qui jouent Shadowplay..

### 1979: épilepsie, naissance de sa fille, premier album
Le 27 décembre 1978, Joy Division joue son premier concert à Londres, au Hope & Anchor mais Ian fait une crise d'épilepsie dans la voiture et il est conduit à l'hôpital. Il est diagnostiqué épileptique le 23 janvier 1979. On lui prescrit phénytoïne et phénobarbital.
La couverture du New Musical Express (NME) du 13 janvier 1979 comporte les photos de trois groupes de Manchester prises par Kevin Cummins, dont un portrait de Ian Curtis en train de fumer lors de la séance du 6 janvier,.
Le 31 janvier 1979, le groupe enregistre sa première Peel Session avec en particulier les titres Transmission et She's Lost Control. Ce dernier est inspiré par la mort d'une personne épileptique dont Ian Curtis s'est occupé dans le cadre de son travail de réinsertion sociale.
Le 16 avril 1979, Natalie, fille de Deborah et de Ian Curtis, naît à Manchester, pendant l'enregistrement de leur premier album Unknown Pleasures entre le 31 mars et le 2 mai. Ian évite de prendre le bébé dans ses bras par peur de le blesser s'il est pris d'une crise d'épilepsie.
Le groupe enregistre aussi des sessions pour radios : pour le DJ John Peel de la BBC Radio, en janvier et novembre, pour Picadilly Radio en juin et Rock On en septembre.
Ian Curtis et Bernard Sumner apparaissent en couverture du New Musical Express (NME) du 11 août 1979, assis l'un à côté de l'autre.
En août 1979, il rencontre Annik Honoré (en), une pigiste belge, qui travaille à l'Ambassade de Belgique. Il va entretenir une relation avec elle. Annik est cofondatrice du Plan K à Bruxelles, où Joy Division se produira. Elle cofondera également le label Les Disques du Crépuscule en 1980.
En septembre 1979, le groupe Section 25 enregistre son premier simple Girls Don't Count, produit par Ian Curtis et Rob Gretton. Peter Hook fait néanmoins remarquer que Ian Curtis ne connaissait pas grand chose à la production d'un point de vue technique.
Le titre Love Will Tear Us Apart est composé pendant l'automne 1979 et joué pour la première fois le 16 octobre au Plan K à Bruxelles. Lors de cette soirée, Ian Curtis, grand admirateur de William S. Burroughs, se rend à sa séance de dédicace pour essayer d'obtenir un exemplaire gratuit de son dernier livre, mais l'auteur lui dit de dégager. Cette soirée fait partie de la grande tournée des Buzzcocks du 2 octobre au 10 novembre 1979, à laquelle participe Joy Division.

### 1980: dépression, second album
Le 4 avril 1980, Joy Division joue en première partie des Stranglers au Rainbow Theatre, à Londres. Le 7 avril 1980, Ian Curtis tente de se suicider par overdose de phénobarbital. Le 8 avril, au concert de Bury, deux autres chanteurs choisis par Factory Records encadrent et remplacent le leader malade. La prestation de Ian est médiocre et des fans, furieux d'avoir payé aussi cher pour un concert pareil, interrompent le spectacle en déclenchant une émeute, qui finit par le saccage de la salle.
Deborah veut engager une procédure de divorce. Le 2 mai 1980, le groupe fait sa dernière prestation à l'Université de Birmingham. Joy Division interprète pour la première et la dernière fois le titre Ceremony, qui sera repris dans le répertoire de New Order. Digital est la dernière chanson à être interprétée par Ian Curtis devant le public de Joy Division. Les dernières répétitions de Joy Division ont lieu début mai avec en particulier le travail sur les chansons In a Lonely Place et Ceremony. Ces chansons fourniront la matière du premier simple de New Order, mais les paroles exactes chantées par Ian Curtis restent incertaines, sa voix étant peu audible sur les enregistrements restants, et les membres survivants n'ayant pas retrouvé les paroles dans ses carnets.
Début mai, Bernard Sumner s’adonne à l'hypnose sur Ian pour essayer de le guérir de ses pensées suicidaires. Il enregistre ces séances sur K7 audio.

### Derniers jours et suicide
Le 17 mai 1980, il rejoint Deborah à leur domicile du 77 Barton Street de Macclesfield, mais elle finit par repartir chez ses parents. Il regarde seul à la télévision La Ballade de Bruno (Stroszek) de Werner Herzog, histoire d'un musicien qui finit par se suicider. D'après le rapport d'autopsie, il aurait eu une violente crise d'épilepsie. Il écrit une dernière lettre à sa femme où il dit en particulier : « En ce moment précis, je voudrais être mort. Je n'en peux plus ». À l'aube du dimanche 18 mai 1980, âgé de 23 ans, il se pend au plafond de la cuisine avec le câble du séchoir à linge. On retrouve sur la platine vinyle l'album The Idiot d'Iggy Pop.
Le lendemain, alors que le groupe aurait normalement dû prendre l'avion pour sa première tournée américaine, John Peel annonce le décès du chanteur lors de son émission John Peel Show sur BBC Radio 1 et diffuse le titre New Dawn Fades (en français « l'aube nouvelle s'estompe »).
Le 23 mai 1980, la dépouille de Ian Curtis est incinérée au crématorium de Macclesfield. Il est ensuite inhumé au cimetière de cette même ville. Chez Factory, lors de la veillée funèbre, a lieu un visionnage du film des Sex Pistols, La Grande Escroquerie du Rock'n'roll.

### Événements posthumes

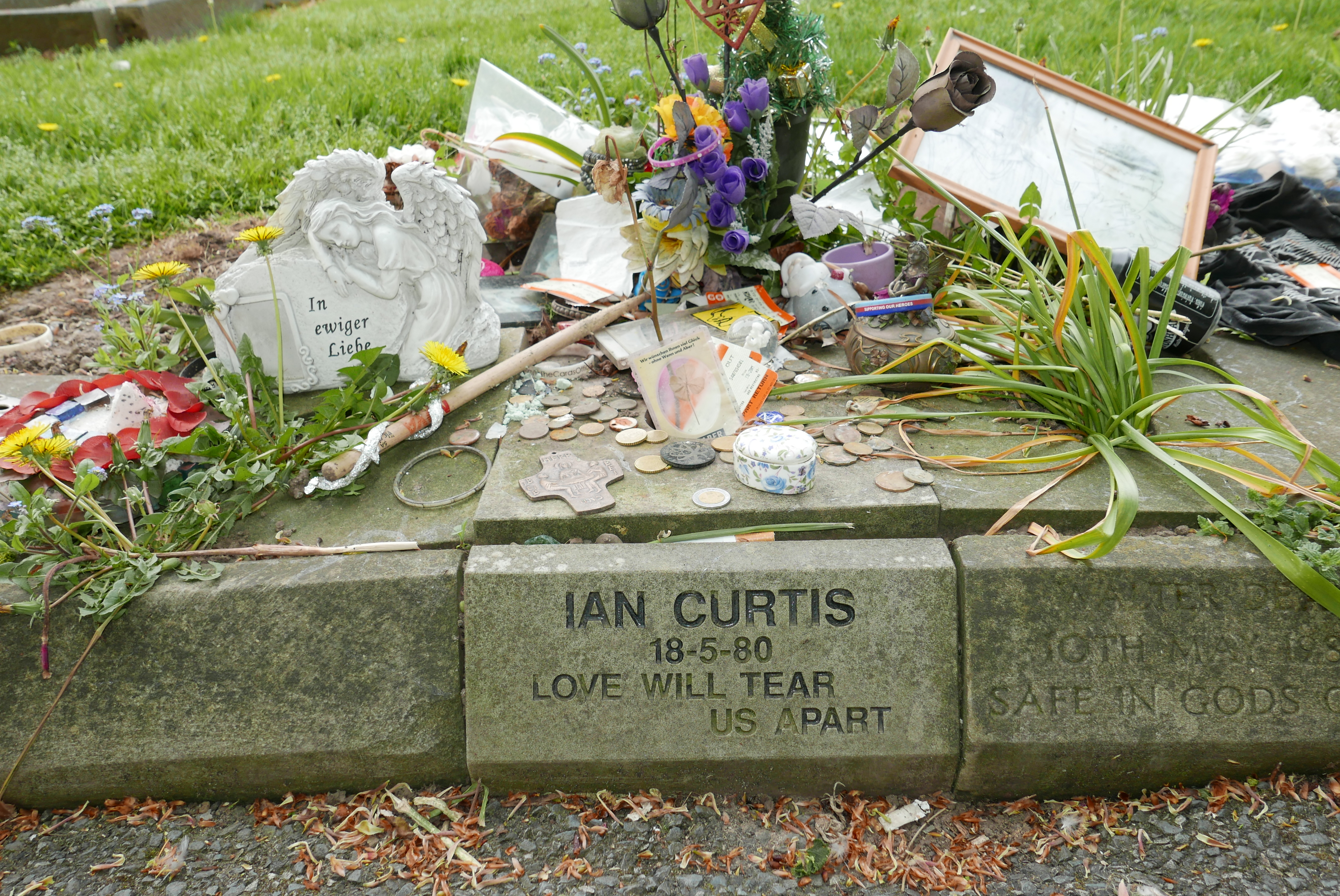
Tombe de Ian Curtis au cimetière de Macclesfield, avec l'épitaphe Love Will Tear Us Apart.

La couverture du New Musical Express (NME) du 14 juin 1980 montre une photo de Joy Division prise par Anton Corbijn à Londres en 1979 : les membres du groupe descendent dans le métro (Lancaster Gate), tous de dos sauf Ian Curtis qui se retourne vers le photographe. En bas, son nom apparaît encadré de ses dates de naissance et de décès.
Un mois après sa mort sort le single Love Will Tear Us Apart (le 27 juin) et deux mois et demi après l'album Closer (fin juillet au Royaume-Uni puis en décembre aux États-Unis), qui se classe dans le top 10 de la BBC. Les membres restants du groupe deviennent New Order. Mais en février 1981, ils se retrouvent à nouveau en studio avec Martin Hannett en tant que Joy Division pour finaliser trois titres inachevés de la session Unknown Pleasures. Ces titres font partie de la compilation d'inédits Still, sortie en octobre 1981, et qui comprend également un enregistrement de l'ultime concert du 2 mai 1980.
La pierre tombale d'origine a été volée en 2008 et remplacée par une pierre avec les mêmes inscriptions mais écrites cette fois avec une fonte sans empattement.

## Hommages

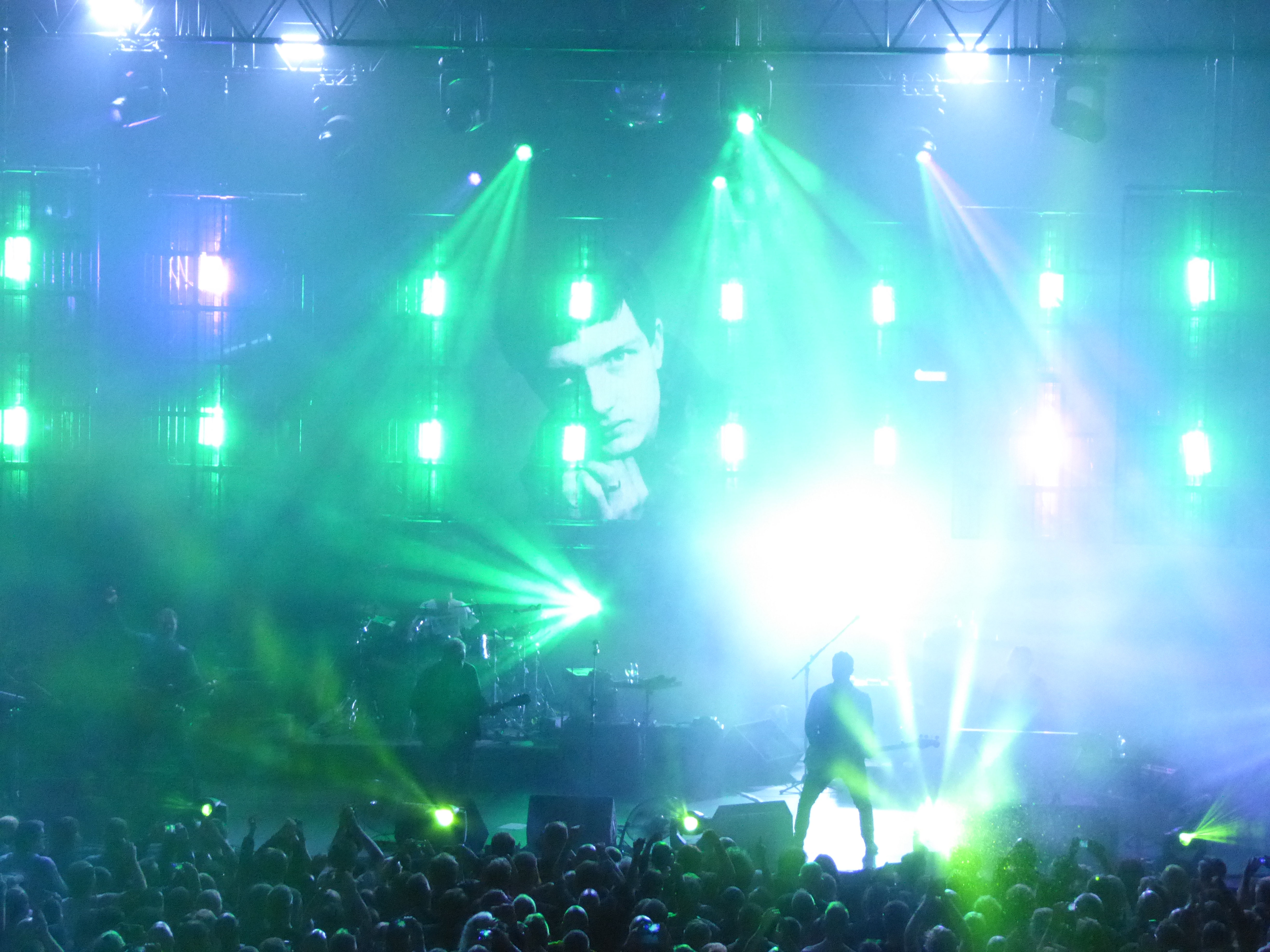
Hommage de New Order à Berlin en novembre 2015. Le portrait projeté a été pris le 6 janvier 1979 par Kevin Cummins.

Des références à Ian Curtis apparaissent dans certaines chansons de New Order, en particulier dans leur premier album Movement : ICB, qui signifie Ian Curtis Buried d'après Peter Hook, et The Him, mais également dans l'inédit Homage qui ne paraîtra que dans le coffret Movement de 2019. Un autre hommage est présent dans les paroles du single Bizarre Love Triangle de l'album Brotherhood (1986). Le titre Elegia, de l'album Low-Life (1985), a également été écrit en sa mémoire : il s'agit d'un titre instrumental, évoquant ainsi l'absence du chanteur. Il existe aussi une version longue de plus de 17 minutes.
Le groupe Orchestral Manoeuvres in the Dark évoque Ian Curtis dans Souvenir, en 1981, et Statues de l'album Organisation, en octobre 1980. Dans son album LC (1981), The Durutti Column, chez Factory Records, lui rend hommage avec la chanson The Missing Boy. Le groupe Psychic TV écrit une chanson I.C. Water (I.C. se prononce Icy, « glacée ») dans son album Towards Thee Infinite Beat (1990).
Dans le podcast Transmission - The Definitive Story, Bono de U2 raconte sa rencontre avec Ian Curtis pendant que le groupe enregistre Love Will Tear Us Apart, et à quel point il est impressionné par la gentillesse du personnage et la douceur de sa voix. Robert Smith, du groupe The Cure, se souvient avoir écouté Closer et avoir pensé qu'il ne pourrait pas faire un disque aussi convaincant sans se tuer. En 2007, le film Control  d'Anton Corbijn, s'inspire du livre de Deborah Curtis, Touching from a Distance (éditions Faber & Faber, sorti en 1995). En 2015, l'homme d'affaire Hadar Goldman achète l'ancienne maison du couple Curtis à Macclesfield avec le projet (inabouti) de créer un musée Joy Division.
Depuis 2010, Peter Hook and The Light joue régulièrement les morceaux de Joy Division. Le 18 mai 2015, 35 ans après sa mort, lors d'un concert intitulé So This is Permanent dans l'église du Christ de Macclesfield, ils jouent l'intégralité du catalogue de Joy Division.
Le 18 mai 2020, pour les 40 ans de la mort du chanteur, ce concert est diffusé en streaming pendant 24h et Peter Hook and The Light appelle à faire des dons à l'Epilepsy Society. Le même jour, Bernard Sumner et Stephen Morris organisent une soirée en ligne Moving Through the Silence avec interviews et hommages musicaux, dont les bénéfices sont en particulier reversés à Manchester Mind, une association caritative pour la santé mentale.
En 2020, la guitare Vox Phantom VI de Ian Curtis a été mise aux enchères et vendue pour 162 000 £.
Le titre du film Here Are the Young Men (2020), et du roman de Rob Doyle (2014) qui l'a inspiré, est une citation de la chanson Decades qui clôture l'album Closer (1980) de Joy Division.
Une exposition Use Hearing Protection: The early years of Factory Records a eu lieu du 19 juin 2021 au 3 janvier 2022 au Musée des Sciences et de l'Industrie de Manchester.
En mai 2022, pour les 42 ans de la mort du chanteur, Bernard Sumner et Stephen Morris ont participé à une réunion sur la santé mentale et le suicide au Parlement britannique.

## L'artiste

### Influences
Ian Curtis écoute en particulier :
- du rock : Iggy Pop, The Stooges, David Bowie, Lou Reed, The Doors, The Velvet Underground, The Who, MC5, Roxy Music, Siouxsie and the Banshees[33] ;
- du krautrock : Can, Neu!, Faust ;
- du punk : The Sex Pistols
- de la musique électronique : Kraftwerk, Throbbing Gristle (il se lie d'amitié avec Genesis P-Orridge[34]) ;
- du reggae.

C'est également un amateur de littérature : Oscar Wilde, Edgar Allan Poe, Kafka, Nicolas Gogol, Dostoievski, Nietzsche, Hermann Hesse, Jack Kerouac, William S. Burroughs (Le Festin nu, Les Garçons sauvages : Un livre des morts), J.G. Ballard (La Foire aux atrocités, en anglais The Atrocity Exhibition), Antonin Artaud (Le théâtre et son double), Sartre.
Parmi les poètes, il aime : Ted Hughes, Sylvia Plath (suicidée à 33 ans), Allen Ginsberg, Thom Gunn, T.S. Eliot, Jim Morrison.
Son film favori est Eraserhead de David Lynch,. Il admire James Dean.

### Écriture
Adolescent, il écrit dans un classeur noir divisé en deux parties : Paroles et Roman. En 1977, il se remet à l'écriture dans leur maison à Macclesfield. Sa pièce de travail est triangulaire et peinte en bleu ciel avec un mobilier bleu. Il écrit sur des carnets puis des feuilles volantes. Ces écrits ont été publiés en 2014. Il écrivait la plupart du temps en majuscules. Les phrases qui n'étaient pas utilisées étaient souvent recyclées pour d'autres chansons.
En répétitions et en tournée, il emporte ses écrits dans un sac plastique. Il a écrit les paroles de toutes les chansons de Warsaw / Joy Division à part Novelty écrite par Peter Hook.

### Rôle dans la composition
Ian Curtis est le leader du groupe, a l'oreille musicale et une solide culture rock. Cela lui confère un rôle essentiel dans la composition des morceaux : il repère les bons riffs improvisés par les musiciens et participe à la structuration des morceaux. Quand le morceau commence à prendre forme, il cherche dans son sac plastique les paroles pré-écrites qui pourraient convenir. Peter Hook décrit la difficulté qu'auront les membres survivants pour trouver une nouvelle façon de composer sans lui.

### Musicien occasionnel

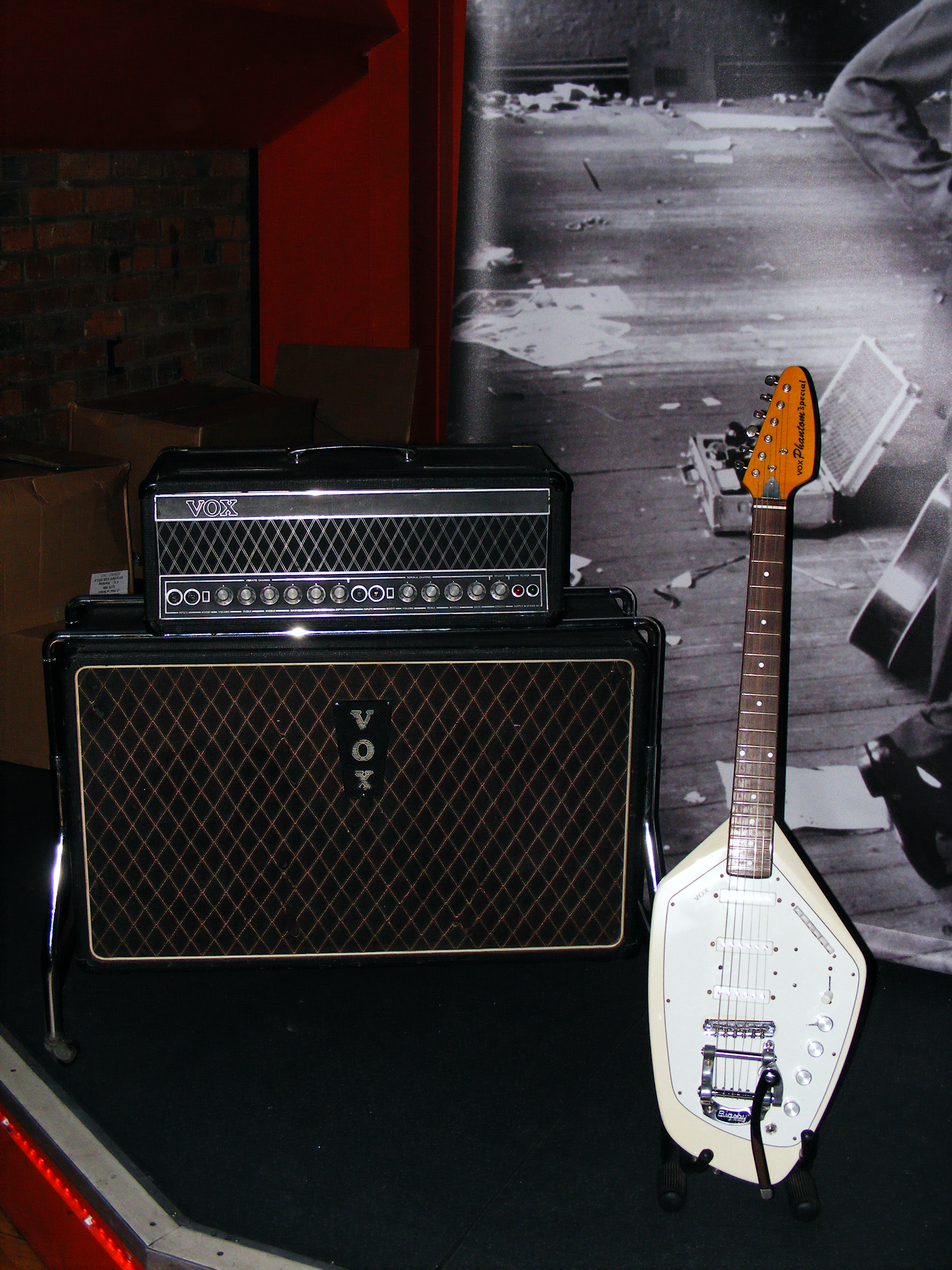
La Vox Phantom VI de Ian Curtis.

Selon Deborah, Ian Curtis n'aimait pas jouer mais y était poussé par le groupe, que ce soit parce que Bernard Sumner s'investissait de plus en plus dans les claviers ou parce que l'on pensait que cela l'aiderait dans sa dépression. Le port d'une guitare entravait ses mouvements et ne lui permettait pas d'effectuer sa danse. Il joue occasionnellement quelques accords de guitare avec sa Vox Phantom VI, en particulier sur Love Will Tear Us Apart, sur I Remember Nothing à l'Apollo de Manchester le 28 octobre 1979 et sur Heart and Soul. Selon Peter Hook, il aurait pu devenir un bon guitariste car il avait l'oreille musicale.
Dans leur morceau inachevé In a Lonely Place, Ian Curtis joue du mélodica, tout comme il l'avait fait sur Decades qui clôt l'album Closer.

### Évolutions de sa voix
Lors des conversations sa voix est douce, comme l'attestent Peter Hook ou Bono, contrastant avec sa voix de baryton lorsqu'il chante. Pendant la période Stiff Kittens / Warsaw, son chant est de type punk, c'est-à-dire plutôt crié, et sans originalité. C'est avec le titre Leaders of Men composé en juillet 1977 qu'il commence à moduler son chant. Mais il n'est pas satisfait de l'enregistrement de sa voix lors de la tentative avortée d'enregistrement d'un album chez RCA en mai 1978.
Il continue de travailler sa voix et lors de la Peel Session du 31 janvier 1979, elle est quasiment en place pour l'album Unknown Pleasures. Tony Wilson et Martin Hannett lui conseillent d'écouter des disques de Frank Sinatra et en 1980 sa voix prend une orientation crooner, audible sur le deuxième enregistrement de Love Will Tear Us Apart et sur l'album Closer.
Suivant les morceaux des deux albums, Martin Hannett laisse sa voix brute ou y applique des effets subtils ou marqués de réverbération ou parfois de distorsion.

### Prestations scéniques
Ses prestations sont intenses et certains le décrivent comme quasiment possédé ou en transe. Il est connu pour sa danse frénétique ressemblant à une crise d'épilepsie. Lors de l'émission de télévision Granada Reports le 20 septembre 1978, le producteur trouve le groupe trop statique sur scène. Peter Hook suggère que cela a poussé Ian à réaliser sa danse plus souvent par la suite. D'après Deborah, il avait déjà exécuté ce type de danse lors de leur mariage. Parmi les rares documents vidéos existants, on peut voir cette danse pendant le titre She's Lost Control lors de leur passage à la BBC le 15 septembre 1979.
Mais l'intensité de cette danse pouvait déclencher des crises d'épilepsie sur scène, et il pouvait être difficile pour le groupe ou le public de réaliser qu'une crise était en train de survenir. Les éclairagistes étaient également informés qu'il fallait éviter les lumières stroboscopiques, connues pour favoriser les crises d'épilepsie. Les rares concerts filmés montrent le groupe jouant généralement dans une semi-obscurité afin de limiter les risques.
Par principe, les membres du groupes sont sur scène habillés comme à la ville, afin de mettre en avant leur musique plutôt que leurs personnes.

## Biographies et récits

### Livres
- Deborah Curtis, Histoire d'une vie - Ian Curtis et Joy Division (Touching from a Distance - Ian Curtis and Joy Division), Camion Blanc (France), Faber & Faber (Royaume-Uni), 1995, réédité en 2005.
- Fabien Ralon, Joy Division, Lumières et Ténèbres, Camion Blanc (France), 2001, 175 p.
- Mick Middles et Lindsay Reade, Torn Apart - sur-titré : The Life of Ian Curtis, Omnibus Press, 2006, 400 p.   (ISBN 1844498263).
- Peter Hook, Unknown Pleasures : Joy Division vu de l'intérieur, Le Mot et le reste, 2013  (ISBN 978-2-36054-074-7).
- Ian Curtis, Joy Division, paroles et carnets de notes. So this is permanence (Robert laffont, 2014).
- Pierre-Frédéric Charpentier, Joy Division - Sessions 1977-1981, 2020  (ISBN 978-2-36139-169-0).
- Kevin Cummins, Joy Division - Juvenes, Hachette UK, 2021  (ISBN 978-1-78840-271-2).

### Cinéma
- 24 Hour Party People de Michael Winterbottom (2002) : Ian Curtis est interprété par Sean Harris.
- Joy Division de Grant Gee (Année de production : 2007) : Documentaire de Grant Gee sur le groupe Joy Division. Interview des membres survivants, entre autres. Distributeur : Pretty Pictures
- Control, de Anton Corbijn (2007) d'après la biographie écrite par Deborah Curtis : Ian Curtis est interprété par Sam Riley.